# جوي علي
جوي علي (بالإنجليزية: Joy Ali)‏ (22 ديسمبر 1978 بفيجي - 5 يناير 2015 بسوفا في فيجي) هو ملاكم فيجي.

## إحصائيات
خاض خلال مسيرته 51 نزالا، فاز في 31 وتعادل في 6 وخسر في 13. فاز بالضربة القاضية في 26 نزالا.

## روابط خارجية
- جوي علي على موقع بوكس ريك (الإنجليزية) (registration required)